# Malý Beranov
Malý Beranov é uma comuna checa localizada na região de Vysočina, distrito de Jihlava.